# هانس گونتر آدلر
هانس گونتِر آدلِر (چکی: H. G. Adler; ۲ ژوئیهٔ ۱۹۱۰ – ۲۱ اوت ۱۹۸۸) شاعر زبان آلمانی، رمان‌نویس، محقق و بازمانده هولوکاست بود.
وی برندهٔ جایزهٔ نشان اتریش برای علم و هنر شده‌بود.